# 京都市交通局300形無軌条電車
京都市交通局300形無軌条電車（きょうとしこうつうきょく300がたむきじょうでんしゃ）は、かつて京都府京都市に存在したトロリーバス（無軌条電車）路線である京都市営トロリーバスで使用されていた車両。最後の増備車として1958年から導入が実施された。

## 概要
1932年に開通した日本初の都市圏トロリーバスであった京都市営トロリーバスは、長らく全長1.6 kmという短距離のみを走行していたが、1958年12月1日に京都市電梅津線がトロリーバスに転換された他、1962年にも郊外（松尾橋）への延伸が実施され、総延長は5.2 kmに拡大した。これに合わせた増備車として導入されたのが300形である。
第二次世界大戦後に導入された100形や200形から車体構造が変更され、側面窓が1,100 mmと大型化した他、乗降扉も車体左側の前後2箇所に設置された。また車体長も200形（10,020 mm）から延長し、主制御器も床下へ移設された事により定員数が75人に増加した。車体についてはこれらの戦後製車両と同様にナニワ工機が手掛けた一方、シャーシについては従来の日野ヂーゼル工業（301 - 305）に加えて三菱日本重工業（306 - 318）も参入し、両者は歯車比が異なっていた。主電動機は三菱電機製のMB-1442-N2形（100 kw、1,700 rpm）が採用され、発電ブレーキ使用時には分巻界磁による分巻発電機としても使用可能な構造を有していた。速度制御にはカム軸制御器が用いられ、力行ノッチ数を14段と多く設定する事でスムーズな加速が図られた。車体は「バスと電車の中間の雰囲気を持つ」と評された広い側面窓を有し、乗降扉には前部が3枚・後部が4枚構成の折り戸が使用されていた。車体の大型化は、企業立地に伴う利用者数増加が続いていた梅津線のトロリーバス転換で懸念された輸送力確保（ラッシュ時）がその背景にあった。
1958年から1965年にかけて18両が製造され、京都市営トロリーバスの主力車両として使用されたが、モータリーゼーションの進展による渋滞の激化に加え、市内中心部へ直通する路線バスへ客が流れた事で利用客は減少の一途を辿り、1969年10月1日（最終運行9月30日）の廃止をもって300形も営業運転を終了した。ただし、その後ラストナンバーとなった318は公害対策のため導入が検討されていた電気バスの試験車両に改造され、「みどり号」という名称で使用されていた事が確認されている。